# ИП-46С
ИП-46С — серия панельных домов с улучшенной планировкой квартир.

## Описание

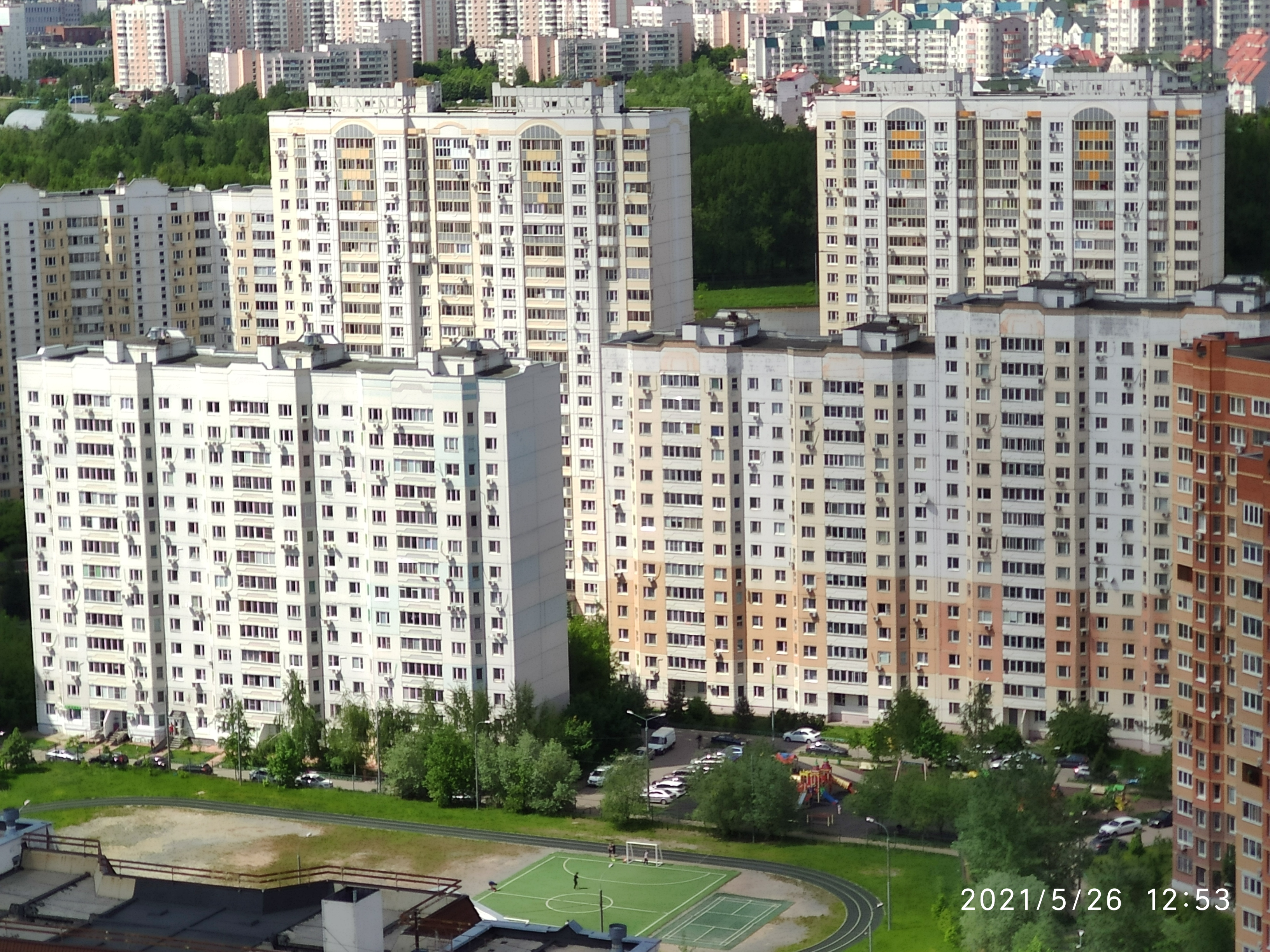
ИП46С (на заднем плане П3М)

Строительство домов серии ИП-46С началось с 2001 году и продолжается по настоящее время. Серия появилась вместо снятой с производства серии П-46, в отличие от которой обладает повышенной шумо- и теплоизоляцией. Помимо Москвы и городов Подмосковья, в 2010-х дома данной серии строились также в Калуге, Обнинске, Твери, Туле.
Для наибольшей привлекательности, площадь квартир в домах серии ИП-46С спроектирована больше, чем нормативы предоставления жилья. Изначально в домах присутствовали лишь 1-2-комнатные квартиры, 3-комнатные квартиры встречаются только в поворотных секциях. Четырехкомнатные квартиры не предусмотрены.
Все квартиры снабжены полу-эркером, состоящим из двух окон. На кухнях есть лоджии с раздвижными стеклопакетами. Окна в многокомнатных квартирах выходят на разные стороны света.
В домах серии ИП-46С внедрен унифицированный лестнично-лифтовой узел, выполненный с учетом противопожарных требований для Москвы. В квартирах предусмотрены просторные лоджии.
Планировку квартир отличает большая прихожая, дополненная темной комнатой. В домах имеются батареи калориферного типа, оснащенные терморегулятором. Санузел в квартирах раздельный. Чистовая отделка и установка сантехнического оборудования в квартирах не предусмотрены. Нормативный срок эксплуатации домов данной серии составляет 100 лет.
Из недостатков — невысокий уровень качества монтажа в отдельных секциях.

## Основные характеристики
| Количество секций (подъездов) | от 2 и более                                                 |
| Этажность                     | 10 - 18, наиболее распространены 14 и 16-этажные дома        |
| Высота потолков               | 2,64                                                         |
| Лифты                         | пассажирский и грузопассажирский                             |
| Балконы                       | остекленные лоджии, полуэркеры из 2-х окон во всех квартирах |
| Количество квартир на этаже   | 4, редко 3                                                   |
| Перспектива сноса             | не числятся в списках, подлежащих сносу                      |

## Площади квартир
| Комнатность          | Общая, м² | Жилая, м² | Кухня, м² |
| 1-комнатная квартира | 43.4      | 19.75     | 8.5       |
| 2-комнатная квартира | 61.7      | 33.34     | 11,9      |
| 3-комнатная квартира | 100.45    | 52.63     | 12.56     |

## Строительные конструкции
| Лестницы                                 | обычные, общий балкон отсутствует                                                                        |
| Мусоропровод                             | с загрузочным клапаном на межэтажной лестничной площадке                                                 |
| Вентиляция                               | естественная вытяжная через вентиляционные блоки в коридоре и санузле                                    |
| Наружные стены                           | железобетонные трехслойные панели (бетон - утеплитель - бетон), толщиной 34 см                           |
| Межкомнатные и межквартирные перегородки | железобетонные (8 см.)                                                                                   |
| Междуэтажныеперекрытия                   | крупноразмерные беспустотные железобетонные плиты (14 см.)                                               |
| Несущие стены                            | все наружные, межквартирные и некоторые межкомнатные, облицовка нижних этажей под камень во многих домах |
| Тип кровли                               | плоская                                                                                                  |

## Примечание
1. ↑  Шерешевский И.А. Конструкции гражданских зданий. — М.: Архитектура-С, 2005.